# Siikajärvi
Siikajärvi est un quartier de la ville d'Espoo en Finlande.

## Description
Siikajärvi compte 879 habitants (31.12.2016).
Ses quartiers voisins sont Espoonkartano, Nuuksio et Vanha-Nuuksio.